# Malàkhovo (Tula)
|  | Per a altres significats, vegeu «Malàkhovo». |

Malàkhovo (en rus: Малахово) és un poble de l'óblast de Tula, a Rússia, segons el cens del 2010 tenia 1.032 habitants.